# 臨海君
臨海君（りんかいくん、イメグン、임해군、隆慶6年8月14日（1572年9月20日） - 万暦37年5月2日（1609年6月3日））は、李氏朝鮮の第14代国王宣祖の長男（庶子）。名は珒（ジン、진）。

## 略歴
非常に気性が激しく、度々暴力沙汰や犯罪を起こすなどしたため宣祖に嫡子が無い中で長男(且つ長子)でありながら世子として冊立されなかった。1592年、壬辰倭乱（文禄の役）では王命によって咸鏡道へ募兵に行くが、順和君と共に反乱軍に抑留された後、加藤清正に引き渡されて捕虜となったが衣服等生活に必要な物品は用意され礼を尽されていた事が記録されており、後の日本と明国間で行われた講和の条件として釈放された。
宣祖の後継には同母弟で次男の光海君が即位した。明は長男の臨海君の存在によって光海君の冊立に難色を示したため、臨海君は光海君により1608年に配流、翌年謀殺された。享年38。光海君の退位後に仁祖反正によって名誉回復をする。

## 臨海君が登場する作品

### テレビドラマ
- 宮廷女官キム尚宮（1995年、KBS）演：パク・ヨンギ
- 王の女（2003年、SBS）演：キム・ユソク
- 火の女神ジョンイ（2013年、MBC）演：イ・グァンス
- 王の顔（2014年、KBS）、演：パク・チュヒョン
- 華政（2015年、MBC）演：チェ・ジョンファン

### 小説
- 魔風海峡（荒山徹、祥伝社文庫）

### 漫画
- へうげもの（山田芳裕、講談社）